# Yves Rossy
Yves Rossy (Neuchâtel, 27 agosto 1959) è un aviatore e inventore svizzero.
Nel 2006 è divenuto il primo uomo nella storia dell'aviazione ad aver volato agganciato ad un'ala a reazione fissata sulla schiena.
Appassionato di aeronautica dall'età di 13 anni, quando durante un meeting aereo ammira il volo dei jet militari, termina la sua formazione di pilota militare con successo e vola prima sugli Hunter poi sui Mirage III. Dopo il suo percorso sotto l'aeronautica militare, diventa comandante a bordo di Boeing e Airbus presso Swiss International Air Lines.

## Il Progetto
I primi dispositivi a reazione collegati alla schiena in grado di far volare un uomo (i cosiddetti jet pack) risalgono alla seconda guerra mondiale. Tuttavia, in questo caso, non essendo attualmente prevista la possibilità di decollare in autonomia e atterrare senza paracadute, è più corretto parlare di jet-wingpack.
Nel 2004 la ditta ACT Composites di Ginevra mise a punto il primo prototipo di ala, ma il primo vero volo fu compiuto a Bex nel novembre 2006 e durò 5 minuti e 40 secondi.
Yves consacra da sempre il tempo libero al volo in tutte le sue forme. Ma il suo sogno è quello volare il più naturalmente possibile, cercando di liberare il più possibile tutta la struttura complessa del classico aereo. Si orienta quindi verso il mondo della caduta libera durante il quale sperimenta tutto ciò che gli è possibile fare per trasformare un semplice salto in un volo: skysurf, tuta alare. Ancora insoddisfatto, si lancia nello sviluppo di una vera ala rigida con pannelli gonfiabili, che fissa alla schiena, così da superare le performance di tutti gli altri tentativi «di cadere in avanti».
La tappa seguente è quella di rendere l'ala interamente rigida e aggiungere una propulsione. Sceglie dei reattori per aeromodelli rc , all'inizio 2 che gli permettono nel 2005 di mantenere l'altitudine in volo orizzontale, poi 4 per finalmente conquistare la terza dimensione nel 2006, non più in uno spazio confinato e diretto da comandi meccanici e strumenti vari, ma volando per 10 minuti unicamente con il suo corpo e le sue sensazioni, come se l'ala facesse veramente parte del suo corpo al punto da non sentirla più in volo. È finalmente la ricompensa di 10 anni di sviluppo e 15 prototipi. I soli strumenti ausiliari utilizzati durante il volo sono un altimetro per la sicurezza e un piccolo comando per il gas che tiene in mano.
Da quel giorno Yves Rossy si allena senza tregua al fine di ottimizzare il comportamento e le performance della sua ala. Questo lavoro trova una prima consacrazione nel mese di maggio 2008, durante il quale effettua davanti ai media del mondo intero una sua dimostrazione ufficiale sopra le Prealpi svizzere.

### Traversata della Manica

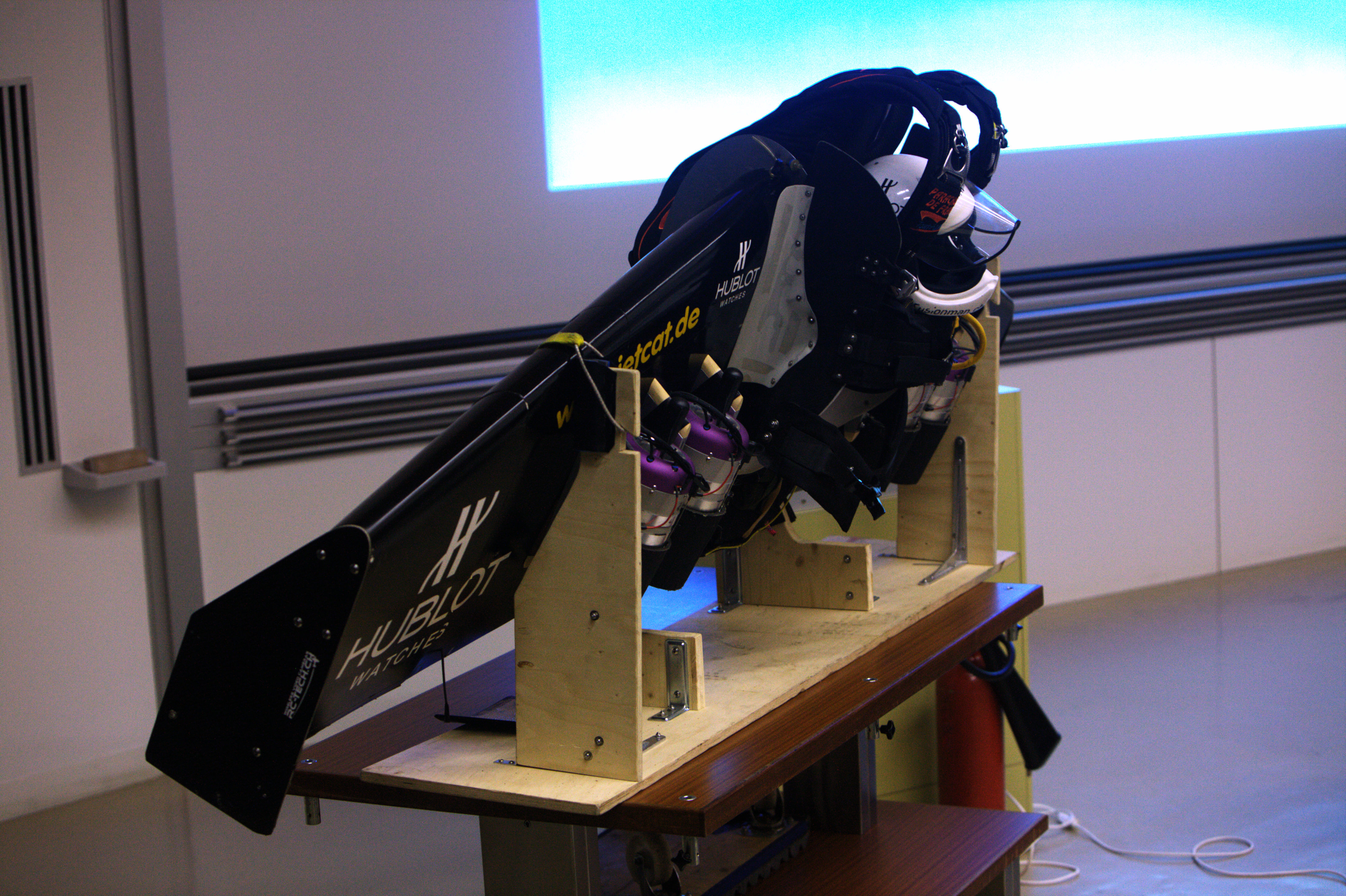
l'ala rigida

Dopo aver rinviato per due volte (il 24 e 25 settembre) a causa delle cattive condizioni meteorologiche, il 26 settembre 2008 alle 14h19, Yves Rossy, detto Jet Man o Fusion Man, riesce a compiere la traversata della Manica con la sua ala a reazione, 99 anni dopo la traversata di Louis Blériot. Gettatosi da un aereo Pilatus pilotato da Jean-Marc Colomb sopra Calais, scende in picchiata per parecchie centinaia di metri a quasi 300 km/h prima di stabilizzare la sua ala e dirigersi a circa 200 km/h in direzione delle coste inglesi per raggiungere un campo vicino a Dover, dopo un po' meno di 10 minuti (9 minuti e 7 secondi) di volo.
I 32 litri di cherosene stoccati nelle ali hanno permesso di alimentare i quattro reattori abbastanza a lungo da permettere il collegamento tra Francia e Regno Unito (35 chilometri).
Da allora ha sviluppato una nuova ala dove le migliorie hanno coinvolto grandemente la stabilità e il controllo, permettendo le prime dimostrazioni di volo in formazione e d'acrobazia nel 2010.

### In volo con il Breitling Jet Team
Il 28 novembre 2011 si lancia da un elicottero compiendo evoluzioni sopra le Alpi svizzere in compagnia di due L-39C Albatros del Breitling Jet Team.

## L'ala in cifre
| DIMENSIONI           | Apertura alare            | 2,5 m |
| PESI                 | Con carburante e fumogeni | 55 kg |
|                      | A secco                   | 30 kg |
| REATTORI jet Turbine | Tipo                      | 4 Jet-Cat P200 di 22 kg di spinta l'uno, accensione automatica stabilizzata al rallentamento in 25 secondi |
|                      | Tipo di carburante        | Miscela di cherosene + 5% di olio per turbina (per lubrificazione).                                        |
|                      | Quantità                  | 30 litri                                                                                                   |
| PERFORMANCE          | Velocità media            | 200 km/h                                                                                                   |
|                      | Velocità in salita        | 180 km/h                                                                                                   |
|                      | Velocità in discesa       | 300 km/h                                                                                                   |
|                      | Salita                    | 330 m/min a 180 km/h                                                                                       |
|                      | Durata di volo            | 10 minuti                                                                                                  |
| SICUREZZA            | Paracadute                | Parachutes de France « Legend R »                                                                          |
|                      | Vela                      | PL space D329                                                                                              |
|                      | Harnais                   | Sistema staccabile con stop ai reattori e apertura automatica del paracadute di recupero dell'ala          |

## Riconoscimenti
- 2008 - Académie des Sports (Parigi, Francia)
- 2009 - Air League
- 2009 - Society of Experimental Test Pilots (Lancaster, California, USA)
- 2009 - Faust AG Award (Tokyo, Giappone)
- 2009 - Festival Internazionale Del Film D'Avventura (Digione, Francia)
- 2010 - Festival Internazionale Del Film D'Avventura (Digione, Francia)